# كوكال بياك
كوكال بياك (الاسم العلمي: Centropus chalybeus) (بالإنجليزية: Biak Coucal)‏ هو نوع من الطيور يتبع جنس الكوكال من فصيلة طيور الوقواق.